# Нібилескея скельна
Нібилескея скельна (Pseudoleskeella rupestris) — вид мохів порядку гіпнобрієвих (Hypnales).

## Поширення
Ареал охоплює такі частини світу: Європа, Північна Африка, Північна Америка, Азія.
Населяє сухі затінені вапняні породи; на висотах від 0 до 3000 метрів.

## Характеристика
Рослини зелені, червоно-зелені або оранжево-зелені. Стебла дещо нещільно притиснуті до субстрату, гілки від зігнутих до прямовисних. Стеблові листки від широко-ланцетних до яйцювато-ланцетних, поступово звужені до верхівки, не або слабо увігнуті, нескладчасті, 0.5–1.5 мм, 3:1; краї рівні або слабко загнуті, дистально цілі або слабо зубчасті; верхівка короткозагострена. Листя гілок яйцювато-ланцетні, 0.5–1.2 мм. Столонієві листки від широко-яйцювато-ланцетних до яйцеподібних. Коробочкові ніжки бурі або червоно-бурі, 0.1–0.3 см. Коробочка прямовисна, циліндрична, симетрична, 2–3 мм. Спори 8–12 мкм.